# Paspalum langei
Paspalum langei är en gräsart som först beskrevs av Eugène Pierre Nicolas Fournier, och fick sitt nu gällande namn av George Valentine Nash. Paspalum langei ingår i släktet tvillinghirser, och familjen gräs. Inga underarter finns listade i Catalogue of Life.